# Tantow
Tantow település Németországban, azon belül Brandenburgban. Lakosainak száma 833 fő (2023. december 31.).

## Népesség
A település népességének változása:
| Lakosok száma | 801  | 814  | 766  | 847  | 833  |
|               | 2017 | 2019 | 2021 | 2022 | 2023 |